# هديومة دورموندية
هديومة دورموندية أو فوتنج كاذب دورموندي أو نعناع نفاذ دورموندي (الاسم العلمي:Hedeoma drummondii) هي نوع من النباتات تتبع جنس الهديومة من الفصيلة الشفوية. سمي هذا النوع نسبةً إلى العالم الطبيعي الاسكتلندي توماس دروموند.